# Французька Індія

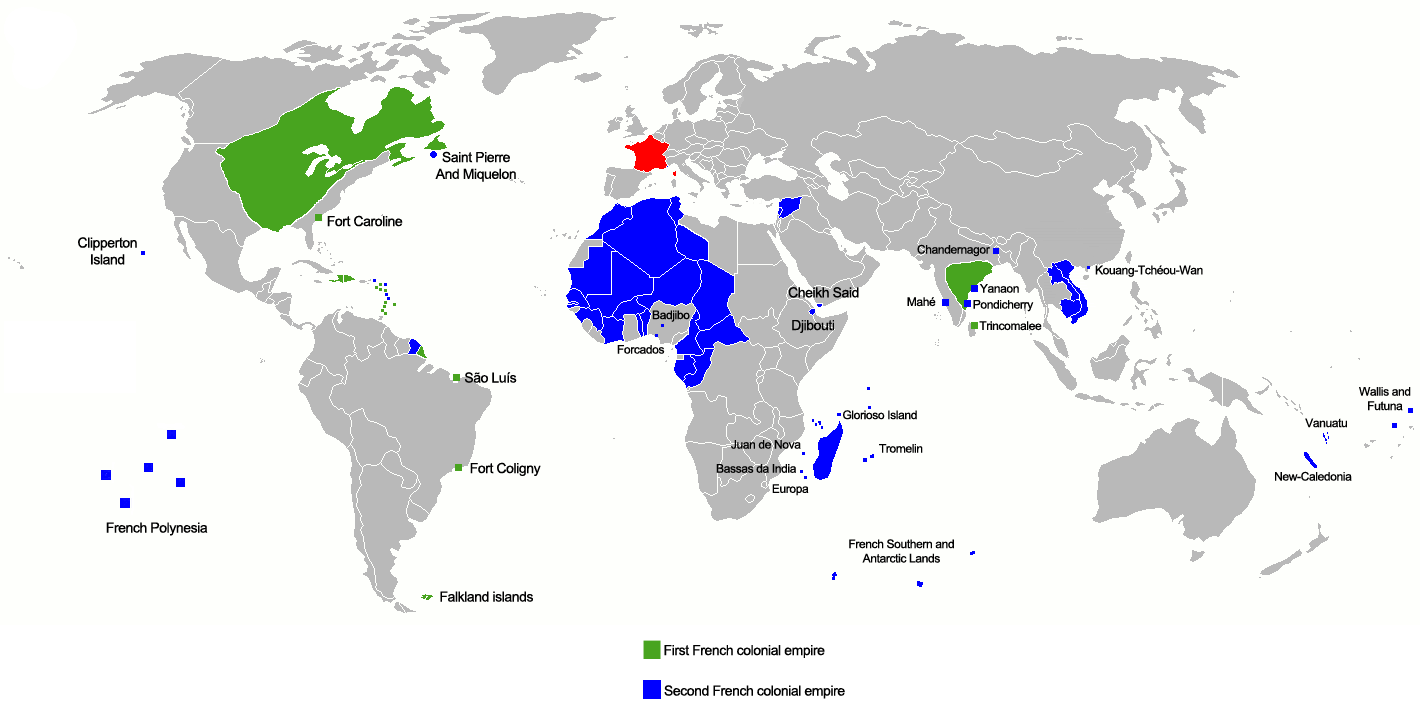
Мапа Першої (світло-блакитний) і Другої (темно-синій) Французької колоніальної імперії.

Французька Індія, офіційно Établissements français dans l'Inde (укр. Французькі поселення в Індії) — загальний термін для позначення колишніх французьких володінь в Індії. До них належали Пондішеррі, Караїкал і Янаон на Коромандельському березі, а також Мае  на Малабарському березі і Чанданнагар в Бенгалії. Вони були de facto включені до складу Республіки Індія в 1950 і 1954. Їхня загальна площа становила 526 км², з яких 293 км² (56%) припадало на Пондішеррі. Французи також володіли декількома loges («ложами», крихітними допоміжними торговими станціями) в інших містах, але після 1816 британці відкинули всі французькі претензії на них.

## Історія

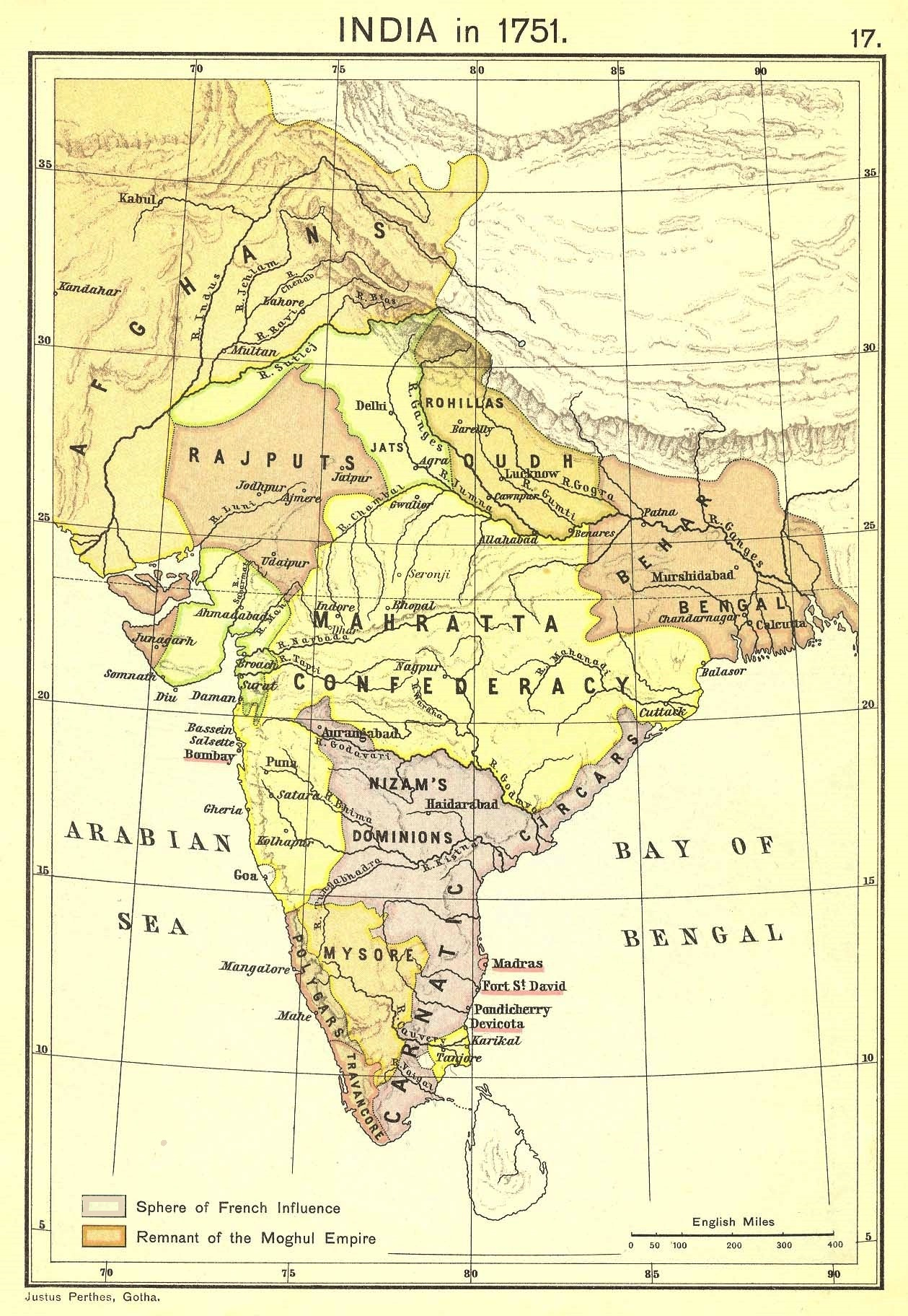
Індія на піку французького впливу (1751)

Найперша французька експедиція в Індію, ймовірно, відбулася за часів правління Франциска I, коли кілька купців з Руану відправили два кораблі для торгівлі в східних морях; вони відплили з Гавру, і більше про них ніхто нічого не чув. У 1604 році одна компанія здобула патент від короля Генріха IV, але проект провалився. У 1615 році була видана ще одна ліцензія, і два кораблі вирушили до Індії — повернувся лише один.
Відомо, що з 1658 року французький лікар і мандрівник Франсуа Берньє (1625–1688) 12 років був особистим лікарем Великого Могола Аурангзеба. Одночасно з ним постачанням на європейський ринок алмазів з Індії завідував французький негоціант Жан-Батист Таверньє
Під заступництвом кардинала Рішельє в 1642 році була створена Французька Ост-Індійська компанія. При Жан-Батіст Кольбер вона була реорганізована і в 1664 році відправила експедицію на Мадагаскар. У 1667 році Компанія відправила іншу експедицію під командуванням Франсуа Карона, яка в 1668 році досягла Сурата і заснувала першу французьку факторію в Індії. У 1669 році перс Маркара, що супроводжував Карона в його експедиції, заснував іншу французьку факторію в Масуліпатамі. У 1673 році з дозволу Шайста-хана — набоба Великих Моголів в Бенгалії — було засновано Чанданнагар. У 1674 році французи отримали Валікондапурам від султана Біджапура, і так було засновано Пондішеррі. У 1720 році англійці захопили французькі факторії в Сураті, Масуліпатамі і Бантамі.
Перший губернатор Пондішеррі — Франсуа Мартін — перетворив його з невеликого рибальського села на процвітаюче портове місто. В Індії французи постійно конфліктували з голландцями та англійцями. У 1693 році голландці захопили Пондішеррі і сильно його укріпили. Французи отримали Пондішеррі назад в 1699 році відповідно до умов Рейсвейкського мирного договору, що завершив війну Аугсбурзької ліги.
У 1723 році французи окупували Янам, в 1725 — Махе, а в 1739 — Карікал. З 1742 року політичні мотиви стали затьмарювати торгові вигоди. Усі факторії були зміцненні для оборони.
У першій половині XVIII століття під управлінням талановитих губернаторів Пондішеррі помітно виріс і розвинувся. Відомий французький губернатор Пондішеррі і Французької Індії Жозеф-Франсуа Дюплекс після свого прибуття до місця служби в 1741 році почав плекати плани створення Французької імперії в Індії, але його начальство не проявило до цього інтересу. Французькі амбіції зазнали конфронтації з британськими інтересами, і в Індії почався період політичних інтриг і військових сутичок. Під командуванням маркіза де Бюссі-Кастельно армія Дюпле успішно контролювала зону між Хайдарабадом і мисом Коморин. Проте в 1744 році до Індії прибув англієць Роберт Клайв, який поклав кінець мріям Дюпле.
Після поразки і провалу мирних переговорів в 1754 році Дюпле був відкликаний до Франції. Попри угоди між Францією і Англією про невтручання в місцеву політику один одного, інтриги тривали. У 1756 році французи підмовили бенгальського набоба Сірадж-уд-Даула напасти на британський Форт-Вільям в Калькутті. Це призвело до битви при Плессі, де англійці вщент розгромили як набоба, так і його французьких союзників, і поширили свій вплив на всю Бенгалію.
Щоб повернути втрачене і викинути англійців з Індії, з Франції був посланий Лалл-Толендаль. Він прибув до Пондішеррі в 1758 році, спочатку досяг деяких успіхів і навіть спалив форт Сент-Девід у Куддалорі, проте допущені ним стратегічні помилки призвели до втрати району Хайдарабада, битві при Вандаваші і облозі Пондішеррі 1760 року. У 1761 Пондішеррі був знесений англійцями в помсту до основи, і пролежав у руїнах кілька років. Франція отримала Пондішеррі назад відповідно до Паризького мирного договору 1763 року. Новий губернатор Жан Ло де Лористон знову відбудував Пондішеррі. Згодом, під час наступних війн між англійцями і французами, Пондішеррі не раз переходив з рук в руки.
У 1816 році, після закінчення Наполеонівських війн, французькі володіння в Індії були повернуті Франції. Відповідно до декрету від 25 січня 1871 у Французькій Індії з'явилися виборна Генеральна Рада (Conseil général) і виборні місцеві ради (Conseil local). Згодом структура місцевого управління була трохи змінена, адаптуючись до місцевих умов.
Після здобуття Індією незалежності в серпні 1947 року постало питання про возз'єднання з Індією французьких володінь. Поселення в Мачіліпатнамі, Кожикоде і Сурат були передані Індії у жовтні 1947 року. Відповідно до договору між Францією та Індією, підписаним в 1948 році, жителі інших французьких територій в Індії мали визначити своє політичне майбутнє самостійно. Губернаторство Чандернагоре було передано Індії 2 травня 1950 року, і 2 жовтня 1955 приєднано до штату Західна Бенгалія. Анклави Пондішеррі, Янам, Мохе і Карікал де-факто були передані Індії 1 листопада 1954, утворивши Союзну територію Пондішеррі (у 2006 році назва була замінена на Пудучеррі), проте де-юре об'єднання Французької Індії з Індією відбулося лише в 1963 році, коли французький парламент ратифікував цей договір.

### Міф про «нашу величезну імперію в Індії»
З середини XIX-го століття у Франції розвинулося переконання, що п'ять крихітних поселень, що були повернені Британією після наполеонівських воєн, були залишками "величезної імперії", створеної Дюпле у XVIII-му столітті. «Наша величезна імперія Індії була зведена до п’яти поселень», — писав французький економіст і поборник колоніальної експансії П’єр Поль Леруа-Больє в 1886. Атлас, опублікований в 1930-х, описав ці п’ять поселень як «залишки великої колоніальної імперії, яку Франція створила в Індії у XVIII столітті». Перед цим історик французької Індії після 1816 описав їх як «уламки імперії» та «останні залишки величезної імперії, втраченої назавжди». Однак Франція ніколи більше не мала, ніж п'ять поселень, відновлених в 1816 році. Історик Французької Індії та архівіст Альфред Мартіно, який також був губернатором Французької Індії, зазначив, що повноваження, надані Дюпле над Карнатиком в 1750, не слід тлумачити. як передачу суверенітету, як писали більшість істориків, враховуючи, що Дюпле став, так би мовити, лише лейтенантом індійського суби, який міг відкликати свою делеговану владу, коли йому було зручно. Філіп Одрер, історик Французької Ост-Індської компанії, також писав, що Дюпле контролював ці території через складну систему договорів і союзів, систему майже феодальну за своєю природою, території, які охоронялися гарнізонами з французькими командирами, але не були анексовані та не перетворені на протекторати.
Попри ці пояснення відомих істориків, шкільні підручники продовжують навчати, що з Паризьким договором 1763 Франція «втратила Канаду та Індію». З цього приводу Габріель Пісс зауважує, що найрозкішніша епоха Французької Індії, епоха Дюпле та Бюссі, «сприяла розміщенню Пондічеррі в колективному несвідомому французів, більшою мірою відповідно до величі їхніх мрій, ніж до блиску реальності. Від епопеї Дюпле залишилася мрія: у XVIII столітті Індія мало не стала французькою...».

## Нотатки
1. ↑  У Франції вона був широко відома як les Comptoirs de l'Inde. Власне кажучи, хоча, comptoir є торговою станцією, тоді як п’ять французьких поселень були цілими містами з околицями, а не просто торговими станціями.